# Edwin Neal
Edwin Neal, född 12 juli 1945 i Houston i Texas, är en amerikansk skådespelare, mest känd för sin rollkaraktär Nubbins "Hitchhiker" Sawyer i den omtalade filmen Motorsågsmassakern från 1974. Rollen blev också hans genombrott. Han har medverkat i ett flertal filmer och TV-serier.